# Royal Pavilion

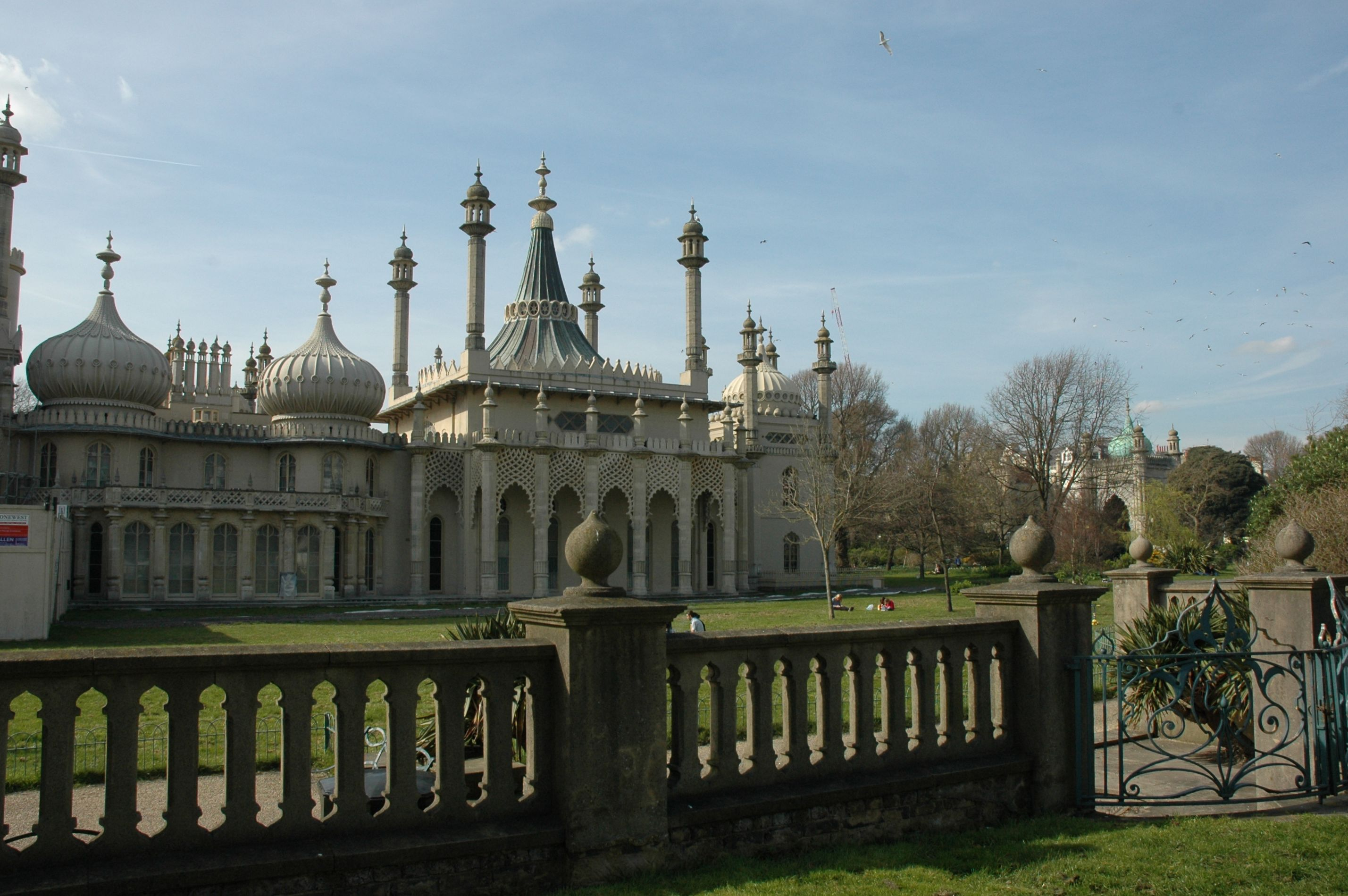
El Royal Pavilion

El Royal Pavilion (Pavelló Reial) o Brighton Pavilion és una antiga residència reial situada a Brighton, Anglaterra. Inicialment el Royal Pavillon era una granja, però el 1783 el llavors príncep de Gal·les, Jordi, futur rei Jordi IV, el va llogar per utilitzar en les seves primeres visites a Brighton. Més tard el 1787 va encarregar a Henry Holland la creació en el lloc d'una vila neo-clàssica, anomenada Marine Pavillon. El 1802 van decorar-se els interiors a l'estil xinés.
El 1811, Jordi va ser nomenat príncep regent i va encarregar a l'arquitecte John Nash l'ampliació de l'edifici (1815-1822), concebut en un estil arquitectural exòtic, l'exterior és inspirat de l'arquitectura índia. A finals del segle xviii i principis del XIX, a Anglaterra va generalitzar-se l'ús del ferro fos en la construcció dels edificis, i John Nash el va utilitzar en el Royal Pavillon (columnes en forma de palmera, escales amb formes xinesques i cúpules amb armadures metàli·ques).
Jordi IV va regnar entre 1820 i 1830. El seu germà Guillem IV també va utilitzar el Pavilion com a residència reial, però la seva neboda,la reina Victòria el va vendre a la ciutat de Brighton el 1850.
Durant la Gran Guerra va ser habilitat com a hospital militar, especialment pels soldats hindús.
De la decoració interior cal destacar diversos elements i curiositats:
- El gran piano de palissandre fabricat per Mott and Co.
- La Galeria llarga amb mobles de bambú, escales de ferro imitant el bambú i figures d'argila fabricades a la Xina, datades en el període Qing.
- La Sala de banquets, amb làmpades dissenyades per Robert Jones.
- La gran cuina amb una col·lecció de 550 estris de coure.
- Sala de música amb un disseny de Frederick Crace.
- Mobles dissenyats per Thomas Hope.